# Sebastiano Lo Monaco (attore)
Sebastiano Lo Monaco (Floridia, 18 settembre 1958 – Roma, 16 dicembre 2023) è stato un attore, produttore teatrale e drammaturgo italiano.

## Biografia
Diplomato all'Accademia nazionale d'arte drammatica e prima di diventare, nel 1989, capocomico e produttore dei suoi spettacoli, ha lavorato in teatro anche con Enrico Maria Salerno, Salvo Randone, Adriana Asti, Annamaria Guarnieri, Giustino Durano e Massimiliano Vado. Con la propria compagnia ha prodotto spettacoli (nei quali è sempre stato protagonista) scritturando attrici come Paola Borboni e Alida Valli e registi come Giuseppe Patroni Griffi, Roberto Guicciardini e Mauro Bolognini.
Tra i molti testi interpretati da Lo Monaco, figurano Enrico IV, Così è (se vi pare), Il berretto a sonagli, Questa sera si recita a soggetto, Sei personaggi in cerca d'autore, Non si sa come di Luigi Pirandello, Cyrano de Bergerac di Edmond Rostand, Uno sguardo dal ponte di Arthur Miller, Otello di William Shakespeare, Per non morire di mafia, da un testo di Pietro Grasso, Non è vero... ma ci credo di Peppino De Filippo, Le Supplici di Eschilo,  al teatro greco di Siracusa e l'Antigone di Sofocle al Teatro Stabile di Catania. 
Ha recitato anche in alcuni film tra i quali Festa di laurea di Pupi Avati (1985), I Viceré di Roberto Faenza (2007), Dove siete? Io sono qui di Liliana Cavani (1993) e Body Guards - Guardie del corpo di Neri Parenti (2000). In televisione è stato tra gli interpreti de La piovra 9, Un prete tra noi, Sarò il tuo giudice, La romana, per la regia di Giuseppe Patroni Griffi, Joe Petrosino.
Lo Monaco è morto il 16 dicembre 2023, dopo una lunga malattia, all'età di 65 anni nella sua casa romana. Si sono svolti due funerali, quello di Roma nella Chiesa degli artisti in piazza del Popolo e il 22 dicembre nella sua città natale, seguito dalla sepoltura nel cimitero locale.

## Filmografia

### Cinema
- Il petomane, regia di Pasquale Festa Campanile (1983)
- Festa di laurea, regia di Pupi Avati (1985)
- Spogliando Valeria, regia di Bruno Gaburro (1989)
- Panama zucchero, regia di Marcello Avallone (1990)
- Misteria, regia di Lamberto Bava (1992)
- Dove siete? Io sono qui, regia di Liliana Cavani (1993)
- Prima del tramonto, regia di Stefano Incerti (1999)
- Maestrale, regia di Sandro Cecca (2000)
- Body Guards - Guardie del corpo, regia di Neri Parenti (2000)
- Gli angeli di Borsellino, regia di Rocco Cesareo (2003)
- Se sarà luce sarà bellissimo, regia di Aurelio Grimaldi (2004)
- I Viceré, regia di Roberto Faenza (2007)
- Baarìa, regia di Giuseppe Tornatore (2009)
- La vita è una cosa meravigliosa, regia di Carlo Vanzina (2010)
- Lilith's Hell, regia di Vincenzo Petrarolo (2015)
- Indagine di famiglia, regia di Gian Paolo Cugno (2024)

### Televisione
- Cellini - Una vita scellerata, regia di Giacomo Battiato – miniserie TV (1990)
- La piovra 8 - Lo scandalo, regia di Giacomo Battiato – miniserie TV (1997)
- Un prete tra noi – serie TV (1997)
- La piovra 9 - Il patto, regia di Giacomo Battiato – miniserie TV (1998)
- Sarò il tuo giudice, regia di Gianluigi Calderone – film TV (2001)
- Storia di guerra e d'amicizia, regia di Fabrizio Costa – miniserie TV (2002)
- Don Matteo – serie TV, episodio 4x24 (2004)
- Joe Petrosino, regia di Alfredo Peyretti – miniserie TV (2006)
- L'onore e il rispetto - Parte seconda – serie TV (2009)
- Preferisco il paradiso, regia di Giacomo Campiotti – miniserie TV (2010)
- Il delitto di via Poma, regia di Roberto Faenza – film TV (2011)
- Un'altra vita, regia di Cinzia TH Torrini - miniserie TV (2014)
- Boris Giuliano - Un poliziotto a Palermo, regia di Ricky Tognazzi – miniserie TV (2016)
- Il commissario Montalbano – serie TV, episodio 12x31 (2018)